# Avigliano Umbro
Avigliano Umbro es una población de Umbría, Italia, de 2.539 habitantes. Situada en el norte de la provincia de Terni. Se encuentra 50 kilómetros al sur de Perugia y 20 kilómetros al noroeste de Terni.

## Evolución demográfica
| Gráfica de evolución demográfica de Avigliano Umbro entre 1861 y 2001 |
|                                                                       |
| Fuente ISTAT - elaboración gráfica de Wikipedia                       |

## Ciudades hermanadas
- Benidoleig  España